# Quartier Port du canal
Le quartier du Port du canal appartient au Quartier Bourroches - Port du canal - Valendons - Montagne Saint-Anne de la ville de Dijon situé au sud de la ville et peuplé d'environ 15 000 habitants. Il doit son nom à sa situation géographique.

## Description
Le quartier est composé au nord du quartier du Petit-Cîteaux, de la rue de l’Ile et du port du canal. Il se prolonge au sud par le vaste secteur de l'Arsenal jusqu'à la limite avec Chenôve.
Le développement initial de ce quartier fut étroitement lié à la présence de l'Ouche attirant des activités diverses (moulins, abattoirs, blanchisseries...), au tracé de la route royale de Lyon (avenue Jean-Jaurès), à l'entrée sud de la ville, devenue route nationale 74, à la construction du canal de Bourgogne et de son port qui a favorisé lui aussi le développement d'activités industrielles et artisanales, à l'implantation, dès le XVIIIe siècle, de vastes établissements militaires, en particulier avec le passage de la ligne de chemin de fer au milieu du XIXe siècle, à l'aménagement au sud, dans les années 1970, de la zone d'activités Dijon-Chenôve, desservie notamment par le boulevard Palissy et à des programmes privés d'immeubles d'habitations profitant de la couverture de l'Ouche vers la rue de l'Ile.
La partie nord du quartier comporte des logements qui, pour la plupart, ont été créés très récemment et notamment grâce à la reconstruction des quartiers du Petit-Cîteaux et du port du canal dans les années 1980, symboles du retour à un urbanisme à échelle humaine. La transformation du port du canal en port de plaisance date également de cette époque et le quartier bénéficie aujourd'hui de la qualité des espaces publics du port.